# 贾森·斯蒂尔
贾森·斯蒂尔（英語：Jason Steele，1990年8月18日—）是一名英格蘭足球運動員，司職門將，出身於米德尔斯堡青訓，現時效力英超球會布莱顿。

## 生平

### 球會
史迪尼於13歲加盟米杜士堡，初時擔任正中場，由青訓學院一路晉升至一隊，2009年5月他與球會簽訂三年新約。2010年2月27日史迪尼獲外借到英乙球會諾咸頓，首四場為球隊把關錄得全勝，隨即獲延長借用至球季結束，期間合共上陣13場。
由於特恩布尔及瓊斯先後離隊，球隊只餘（Danny Coyne）一名老將把守獨木關，加上史迪尼上季外借表現出色，他在新球季獲米杜士堡在英格蘭聯賽盃第一圈作客對選派正選上陣，有力挽狂瀾的表現，協助球隊2-1獲勝晉級次圈；8月14日聯賽作客對莱斯特城，史迪尼力保清白之軀，以0-0賽和對手，自此奠定正選席位。2010年12月13日史迪尼獲球會續約至2015年。
2014年9月1日，英冠球會布力般流浪從米杜士堡借入史迪尼，為期一個球季。
2014年12月31日，布力般流浪宣佈史迪尼正式加盟，合約為期三年半。
史迪尼于2017年7月26日与新降级的英冠俱乐部桑德兰签约，合同为期四年。
史迪尼于2018年6月21日与英超俱乐部布莱顿签约，合同为期三年。

### 國家隊
史迪尼曾代表英格蘭U16、U17及U19參加國際賽，2007年9月於他17歲生日後一個月首次獲召加入英格蘭U19，球隊晉級在捷克舉行的2008年歐洲U-19足球錦標賽決賽週，惟在分組賽出居；翌屆史迪尼成為隊中主力兼擔任隊長，再接再厲晉級在烏克蘭舉行的決賽週，殺入決賽對主辦國烏克蘭U19，以0-2不敵屈居亞軍。球隊獲得在埃及舉行的2009年世界青年足球錦標賽參賽資格，史迪尼雖然有入選英格蘭U20的參賽名單，但沒有上陣，球隊亦於分組賽止步。
2010年11月16日史迪尼首次代表英格蘭U21上陣，作客友賽德國U21，下半場代替路治後補登場，僅13分鐘後便因攔倒對方單刀球員，除被判罰十二碼外，更被球證直接出示紅牌驅逐離場。

## 外部連結
- 米杜士堡官網簡歷
- 諾咸頓官網簡歷
- 英格蘭足總官網簡歷 （页面存档备份，存于）
- 足球数据库：積遜·史迪尼的球员统计数据